# Natanael de Souza Santos Júnior
Natanael de Souza Santos Junior (Mortugaba, Bahía, Brasil, 25 de diciembre de 1985) es un futbolista brasileño.
Juega de centrocampista. 

## Trayectoria

### Inicios como profesional
En sus inicios, militó en los clubes brasileños CRB (2006-2007), Londrina (2008) y Cascavel (2008) y, en 2009, fue cedido al Santa Rita.

### De Brasil a Corea del Sur
El 9 de febrero de 2010, Santos fichó por el Jeju United. En su primera campaña marcó 12 goles en sus 85 partidos disputados, además de hacer 4 asistencias.

### Paso por China
El 12 de febrero de 2013, el propietario del Wuhan Zall anunció la adquisición de Santos para la temporada 2013-14. Después de jugar 14 partidos sin marcar, Santos fue vendido al Suwon Samsung Bluewings.

### Vuelta a la K-League
En 2013, el Suwon Samsung Bluewings ficha a Santos. Desde entonces Santos ha sido uno de los jugadores clave del Suwon además de ser uno de los más goleadores.

## Estadísticas

### Clubes
| Club            | País          | Año         |
| --------------- | ------------- | ----------- |
| CRB             | Brasil        | 2006 - 2007 |
| Londrina        | Brasil        | 2008        |
| Cascavel        | Brasil        | 2008        |
| Santa Rita      | Brasil        | 2009        |
| Cascavel        | Brasil        | 2009        |
| Jeju United     | Corea del Sur | 2010 - 2012 |
| Wuhan Zall      | China         | 2013        |
| Suwon Bluewings | Corea del Sur | 2013 - 2018 |
| Chapecoense     | Brasil        | 2018        |

## Palmarés

### Distinciones individuales
| Distinción                             | Año  |
| -------------------------------------- | ---- |
| Máximo goleador de la K League Classic | 2014 |

- Datos: Q4502177